# Kultura surfingowa

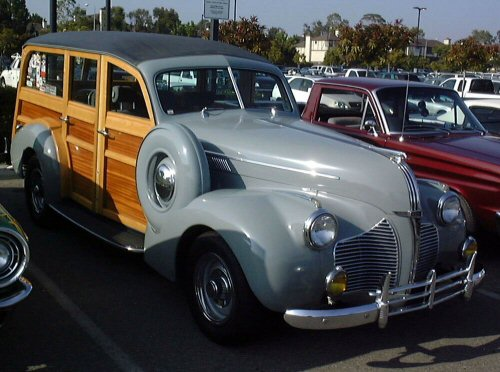
Pontiac woodie, samochód pierwszych surferów

Określenie kultura surfingowa obejmuje społeczeństwo, modę i życie wokół surfingu.
Początki kultury sięgają wczesnych lat dwudziestych, ale prawdziwy jej rozkwit miał miejsce w latach pięćdziesiątych i sześćdziesiątych, po czym nadal ewoluowała. Miała i wciąż ma wpływ między innymi na rozwój mody, muzyki, literatury, filmu czy żargonu. Surferzy pochodzący z wielu środowisk ograniczają swoje życie do przysłowiowego polowania na wspaniałe fale i życia nad oceanem. Dotyczy to jednak głównie najbardziej oddanych swej kulturze.
Zmienna pogoda, ocean oraz pragnienie fal najlepszch z możliwych dla uprawiania surfingu, czyni ludzi uprawiających ten sport zależnych od warunków pogodowych, które zmieniają się w szybkim tempie. Surfer Magazine, założony w latach sześćdziesiątych, gdy surfing zdobywał popularność wśród nastolatków, głosił, że gdyby zajęci byli oni pracą i ktoś krzyknąłby „Surf’s up!”, ich miejsca pracy powinny nagle zrobić się puste. Ponadto odkąd surfing ma do dyspozycji niewielkie obszary geograficzne (tj. wybrzeże), kultura plażowa ma duży wpływ na surferów, jak również surferzy mają duży wpływ na kulturę plażową. Terytorializm również jest częścią rozwoju kultury surfingowej, w której pojedyncze osoby lub grupy surferów określają pewne kluczowe dla nich miejsca jako swoje własne.
W obliczu kultury surfingowej lat sześćdziesiątych w Południowej Kalifornii, gdzie została ona spopularyzowana jako pierwsza, zaczęła ona obejmować samochody typu woodie, a także bikini i inne plażowe stroje, takie jak spodenki typu boardshorts lub baggies oraz muzykę określaną jako surf music. Surferzy również rozwinęli skateboarding, aby móc „surfować” po ziemi, a liczba sportów wywodzących się z surfingu od tego czasu zaczęła wzrastać.

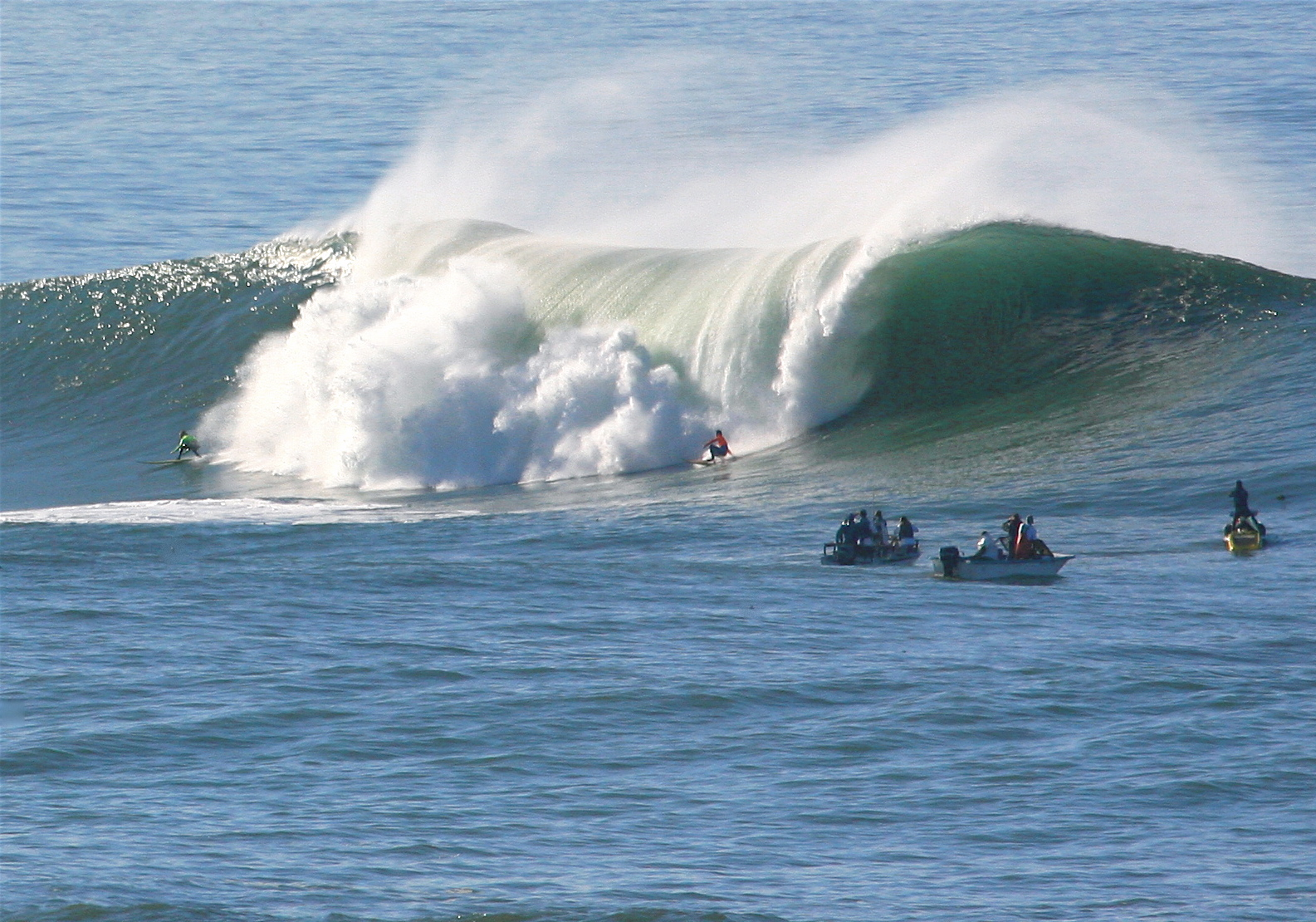
Surferzy i widzowie na łodziach w Mavericks, pół mili od wybrzeża Half Moon Bay w Kalifornii

## Przeszłość
W określonych miejscach do surfowania, stan oceanu może odegrać znaczącą rolę dla jakości fal oraz zagrożeń z nimi związanych. Warunki na oceanie są inne w różnych miejscach do surfowania na świecie, przez co efekt fali może być inny w różnych obszarach. W miejscach takich jak Bali, Panama i Irlandia można doświadczyć wahań fal od dwóch do trzech metrów, natomiast na Hawajach różnica pomiędzy falami dużymi a małymi wynosi zwykle mniej niż jeden metr.
Każde 'przełamanie fali’ jest inne i zależne od podwodnej topografii w danym miejscu, która jest niepowtarzalna i w każdym miejscu inna. W pobliżu plaż nawet niewielka mielizna kształtuje się z tygodnia na tydzień, co daje możliwość łapania dobrych fal.
Powiedzenie 'you should have been here yesterday (powinieneś być tu wczoraj)' stało się powszechnie używanym sformułowaniem używanym w wypadku złych warunków. Obecnie jednak prognozowanie warunków w surfingu wspomagane jest przez zaawansowane technologie informacyjne, za pomocą których matematyczne modelowanie graficznie przedstawia wielkość i kierunek ruchów tektonicznych na całym świecie.
Pogoń za surfingiem podniosła obszar turystyczny oparty na przygodach związanych z tym sportem. Obozy surfingowe oferują dostęp do wysokiej jakości surfingu w odległych, tropikalnych miejscach, gdzie wiatry oceaniczne mają miejsce głównie z dala od brzegu.

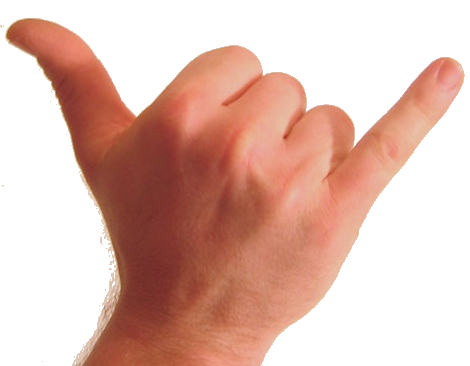
Shaka – gest pozdrowienia surferów

Surferów można rozpoznać dzięki ich „stylowi życia (lifestyle)”.
Cele tych, którzy uprawiają surfing są różne, ale poprzez jego historię, wielu nie postrzega go jedynie jako sportu, ale jako okazję do relaksu i odcięcia się od codziennych obowiązków. Surferzy są w stanie zrobić wszystko w celu znalezienia nieustannego spełnienia, harmonii z życiem, surfingu i oceanu. Tak zwani „Soul surfers” są tętniącą życiem i sięgającą lat siedemdziesiątych subkulturą. Tym mianem określani są utalentowani surferzy, uprawiający ten sport dla czystej przyjemności. Konkurencyjna subkultura, skoncentrowana wokół zawodów surferskich i interesów reklamowych oraz zakłócania lokalnego spokoju, jest często postrzegana jako opozycja dla „Soul surfers”.
Historyczną kolebką surfingu jest Ocean Beach w San Diego w stanie Kalifornia, która jest świetnym przykładem miejsca poświęconego surferskiemu stylu życia. Została ona utworzona przez ratownika z Ocean Beach, George’a Freetha.
Surferzy często są określani mianem „slackers”, co oznacza bycie luźnym oraz „beach bums”, które to określenie obrazuje ludzi czerpiących radość z długiego przebywania na plaży i relaksujących się w ten sposób. Kobiety określane są jako „beach bunnies”. Mimo to, surferzy pochodzą z różnych środowisk, a ze stereotypu wziął się wielki zapał stworzenia własnego sportu. Poświęcenie i perfekcjonizm są cechami, dzięki którym surferzy doprowadzili do tego, co wielu z nich uznało za zobowiązanie, aby ze stylu życia stworzyć sport.